# Coffea heterocalyx
Espèce
Statut de conservation UICN

PEWB1ab(ii,iii)+2ab(ii,iii) : Peut-être éteint à l'état sauvage
Coffea heterocalyx Stoff. est une espèce de plantes dicotylédones de la famille des Rubiaceae et du genre Coffea, originaire du Cameroun.

## Distribution
L'holotype a été récolté par Paul Foury en février 1934 dans le village de Douenkang. L'espèce a été décrite par Piet Stoffelen en 1996.